# 马尔布昂
马尔布昂（法語：Malbouhans，法語發音：[malbu.ɑ̃]）是法国上索恩省的一个市镇，属于吕尔区。

## 地理
马尔布昂（47°42'42"N, 6°34'48"E）面积7.8 平方千米，位于法国勃艮第-弗朗什-孔泰大區上索恩省，该省份为法国东部内陆省份，北起顺时针与孚日省、贝尔福地区省、杜省、汝拉省、科多尔省和上马恩省接壤。
与马尔布昂接壤的市镇（或旧市镇、城区）包括：圣巴泰勒米、拉科特、拉讷韦勒莱吕尔、龙尚。
马尔布昂的时区为UTC+01:00、UTC+02:00（夏令时）。

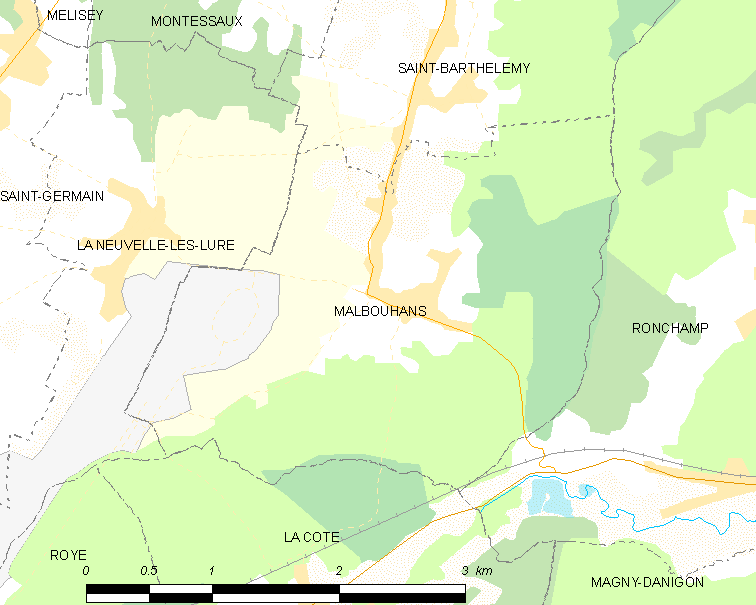
马尔布昂的OSM定位图

## 行政
马尔布昂的邮政编码为70200，INSEE市镇编码为70328。

## 政治
马尔布昂所属的省级选区为吕尔第一县。

## 人口

1962-2008年间马尔布昂人口变化图示

马尔布昂于2022年1月1日时的人口数量为333人。